# Ernst Sontag
Ernst Julius Sontag (* 6. März 1873 in Breslau; † 31. August 1955 in Lugano) war ein deutscher Jurist.

## Leben
Er wurde zum Dr. iur. promoviert, 1895 kam er in den Staatsdienst. 1905 wurde er zum Amtsrichter ernannt. 1912 war er Amtsrichter in Kattowitz. 1912 wurde er Landrichter in Berlin und 1913 Landgerichtsrat. 1919 wurde er Richter beim Oberlandesgericht Breslau, 1920 Kammergerichtsrat in Berlin. Er war schriftstellerisch tätig. Seine Korfanty-Monographie wird noch zitiert. Horst Bienek nahm ihn als Vorbild seiner Romanfigur Georg Montag in Die erste Polka. Juli 1927 kam er an das Reichsgericht als Reichsgerichtsrat. 1930 trat er auf seinen Antrag hin in den Ruhestand. In den 1930er Jahren wohnte er in Berlin NW 87. Er war ein wichtiger Mitarbeiter der republiktreuen Zeitschrift Die Justiz. So bekämpfte er beispielsweise die sich in der Weltwirtschaftskrise verschlechternde Rechtsstellung der Beamtinnen. Er schrieb als Reichsgerichtsrat in seiner Schrift Die Lehrerin in der Notverordnung: „Die den Lehrerinnen ihr Gehalt kürzenden Verordnungen sind verfassungwidrig und daher unwirksam. Die Verringerung der Arbeitszeit greift in die wohlerworbenen Rechte der Beamtinnen ein.“ Sontag emigrierte als Jude in die Schweiz. Er war zuletzt in Lugano wohnhaft.

## Schriften (Auswahl)

### Bücher
- Die Aktiengesellschaften, 1918
- Die Franzosenherrschaft in Oberschlesien, 1920
- Mietrecht, 1924–1927
- Fürstenabfindungen in den letzten 500 Jahren, 1926
- Kommentar zum Gesetz über die Stundung der Aufwertungshypotheken, 1930
- Korfanty. Ein Beitrag zur Geschichte der polnischen Ansprüche auf Oberschlesien, 1954

### Aufsätze
- Die Aufrechnung auf eine Forderung, die aus Hauptleistung, Zinsen und Kosten besteht (§ 396² B.G.B.), Archiv für bürgerliches Recht, Band 21 (1902), S. 10
- Die Wiedereingliederung der Gewerbe-, der Kaufmanns- und der Innungsschiedsgerichte in die ordentliche Rechtspflege, Zeitschrift für deutschen Zivilprozeß, Band 37 (1908), S. 331.
- Die Anwendung des Zeugniszwanges gegen die Reichstagsabgeordneten, Deutsche Juristen-Zeitung, Jahrgang 11 (1906), Sp. 1010.
- Kriminalpsychologische Versuche im Gerichtssaal, Deutsche Juristen-Zeitung, Jahrgang 12 (1907), Sp. 63.
- „Die Einrede der Verwirkung im Aufwertungsrecht“, Juristische Rundschau 1928, S. 81–82
- „Zur Verwirkung bei der Aufwertung“, Juristische Rundschau 1928, S. 123–124
- „Ernst Fuchs' Einfluß auf die deutsche Rechtsprechung“, Leipziger Zeitschrift für Deutsche Recht, Jahrgang XXIII (1929), Sp. 689.
- Leipzig und das Reichsgericht, Die Justiz VI (1930/31), S. 639.